# USS Indianola
USS Indianola – amerykańska rzeczna kanonierka pancerna marynarki wojennej Unii z okresu wojny secesyjnej, służąca na Missisipi w styczniu-lutym 1863 roku.

## Budowa i opis
„Indianola” należała do trzech podobnych rzecznych kanonierek pancernych o małym zanurzeniu, zamówionych w stoczni Joseph Brown Yard w Cincinnati w stanie Ohio przez amerykański Departament Wojny w 1862 roku na potrzeby walk na Missisipi i jej dopływach (pozostałe to „Chillicothe” i „Tuscumbia”). Wszystkie trzy były drewnianymi okrętami o napędzie bocznokołowym, z kołami łopatkowymi w dużych obudowanych tamborach blisko rufy, lecz dodatkowy napęd „Indianoli” i „Tuscumbii” stanowiły jeszcze dwie śruby. W przedniej części na pokładzie wszystkich tych okrętów znajdowała się szeroka i krótka opancerzona kazamata, z pochylonymi ścianami. Na „Indianoli” pomiędzy kazamatą a kołami łopatkowymi ciągnęła się ponadto lekka dwupiętrowa nadbudówka, mieszcząca kwatery. Z powodu słabego uzbrojenia okrętu, kontradmirał David Porter zarządził pod koniec 1862 roku zbudować drugą kazamatę na rufie, mieszczącą dwa działa pomiędzy tamborami, podobnie, jak na „Tuscumbii” (szkic z epoki sugeruje, że tambory zostały przy tym częściowo opancerzone z boków). Koszt budowy wyniósł około 182.000 dolarów. Nazwa pochodziła od jednej z amerykańskich miejscowości.
Uzbrojenie główne stanowiły dwa gładkolufowe 11-calowe (279 mm) działa Dahlgrena, mogące strzelać przez strzelnice z przodu kazamaty lub jej boków (po jednym). Podczas budowy dodano dwa 9-calowe (229 mm) gładkolufowe działa Dahlgrena w kazamacie rufowej, strzelające w kierunku rufy. Ponadto, okręt wyposażony był w taran.
Opancerzenie kazamaty składało się z płyt żelaznych grubości 76 mm (3 cali) na podkładzie drewnianym grubości 30 cm (12 cali). Ponadto, burty wokół były chronione przez 30-centymetrowej grubości konstrukcję określoną jako „fascia” (faszyna), pokrytą z zewnątrz 50 mm (2-calowymi) płytami żelaznymi. Pokład był pokryty płytami 25 mm (1 cal).
Kombinowany napęd okrętu składał się dwóch kół łopatkowych, napędzanych przez maszyny parowe o wymiarach tłoków ok. 61 × 183 cm (24 x 72 cale) oraz dwóch czterołopatowych śrub o średnicy 180 mm (6 stóp), napędzanych przez dwie maszyny o wymiarach tłoków 46 × 71 cm (18 x 28 cali). Parę zapewniało pięć kotłów, z których spaliny odprowadzano przed dwa wysokie kominy ustawione obok siebie, typowe dla amerykańskich statków rzecznych.
Wszystkie trzy kanonierki budowy Jamesa Browna (według niektórych źródeł, bazujące na projektach konstruktora Marynarki Samuela Hartta) były uważane za mało udane, aczkolwiek „Indianola” była prawdopodobnie najlepszą z nich, chociaż szybka utrata okrętu nie pozwoliła na pełną ocenę. Koszt wszystkich trzech okrętów wyniósł jednak tylko nieco więcej, niż koszt jednego monitora.

## Służba
Jeszcze przed wodowaniem 4 września 1862, nieukończony okręt został 2 września 1862 przejęty przez lokalne dowództwo Armii USA brygadiera generała Lewisa Wallace’a w celu pomocy w odparciu spodziewanego ataku na Cinncinati konfederatów, pod dowództwem Edmunda Kirby Smitha, którzy zdobyli Covington. Jego dowódcą został mianowany 18 września Acting Master Edward Shaw, a okręt uznano za zdolny do akcji 23 października, chociaż wciąż nie był w tej dacie ukończony. Atak konfederatów jednak nie nastąpił. Po wykończeniu, „Indianola” została ostatecznie przyjęta do służby w marynarce USA, której w międzyczasie podporządkowano Zachodnią Flotyllę Kanonierek, 14 stycznia 1863. Kanonierka dotarła do Cairo i dołączyła do flotylli 23 stycznia 1863.
Wkrótce kontradmirał David Porter zdecydował wysłać „Indianolę” w dół Missisipi, na tereny Konfederacji, w celu blokowania ujścia rzeki Red River, którą było dostarczane zaopatrzenie dla konfederatów. Pierwsza walka „Indianoli” nastąpiła w nocy z 13 na 14 lutego 1863, kiedy okręt zdołał minąć umocnienia Vicksburga, pomimo ostrzału przez baterie nadbrzeżne. 16 lutego dostrzeżono konfederacki taranowiec CSS „Webb”, który jednak uniknął starcia, a mgła udaremniła pościg. Do 21 lutego „Indianola” patrolowała u ujścia Red River, po czym zawróciła w górę rzeki, holując dwie barki z węglem. 24 lutego wieczorem „Indianola”, zakotwiczona koło Carthage, ok. 30 mile na południe od Vicksburga, z dwoma barkami węglowymi, została zaatakowana przez taranowce konfederatów CSS „Queen of the West” (zdobyty okręt Unii, wysłany wcześniej do ujścia Red River) i CSS „Webb” oraz małą kanonierkę „Dr. Beatty”. Staranowana siedem razy w toku starcia na bliskie odległości, „Indianola” zatonęła na płyciźnie, a jej dowódca poddał załogę. Zginął jeden człowiek od ognia strzelców konfederackich, a jeden został ranny, natomiast atakujący mieli dwóch zabitych i trzech rannych.

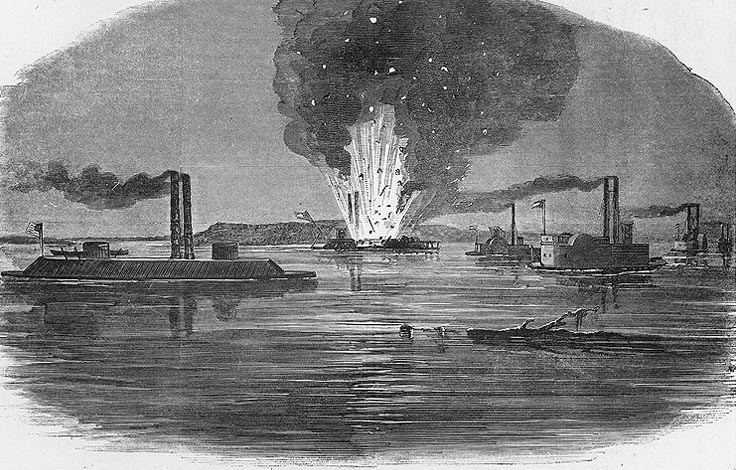
Wizja artystyczna wysadzenia „Indianoli” – po lewej atrapa monitora

Konfederaci zdobyli uszkodzony okręt i rozpoczęli jego naprawy na miejscu. W celu niedopuszczenia do wydobycia i wcielenia okrętu pancernego do służby Południa, kontradmirał David Porter wysłał w dół rzeki barkę ucharakteryzowaną na monitor. Podstęp się udał i konfederaci, na wieść o obecności okrętu pancernego, wysadzili 4 marca 1863 wciąż unieruchomioną „Indianolę” w powietrze.
Po zdobyciu terenu przez Unię, planowano odbudowę okrętu, którego kadłub i maszyny znajdowały się w niezłym stanie; tym razem z długą kazamatą z ośmioma działami w baterii burtowej. Zrezygnowano jednak z tego i wrak sprzedano 29 listopada 1895 za 3000 dolarów.
Jedynym dowódcą był Lt. Cmdr. (kmdr ppor.) George Brown.